# Jean Mabillon
Jean Mabillon (* 23. November 1632 in Saint-Pierremont, Provinz Champagne; † 27. Dezember 1707 in Paris) war ein französischer Benediktinermönch, Gelehrter und Begründer der Historischen Hilfswissenschaften.

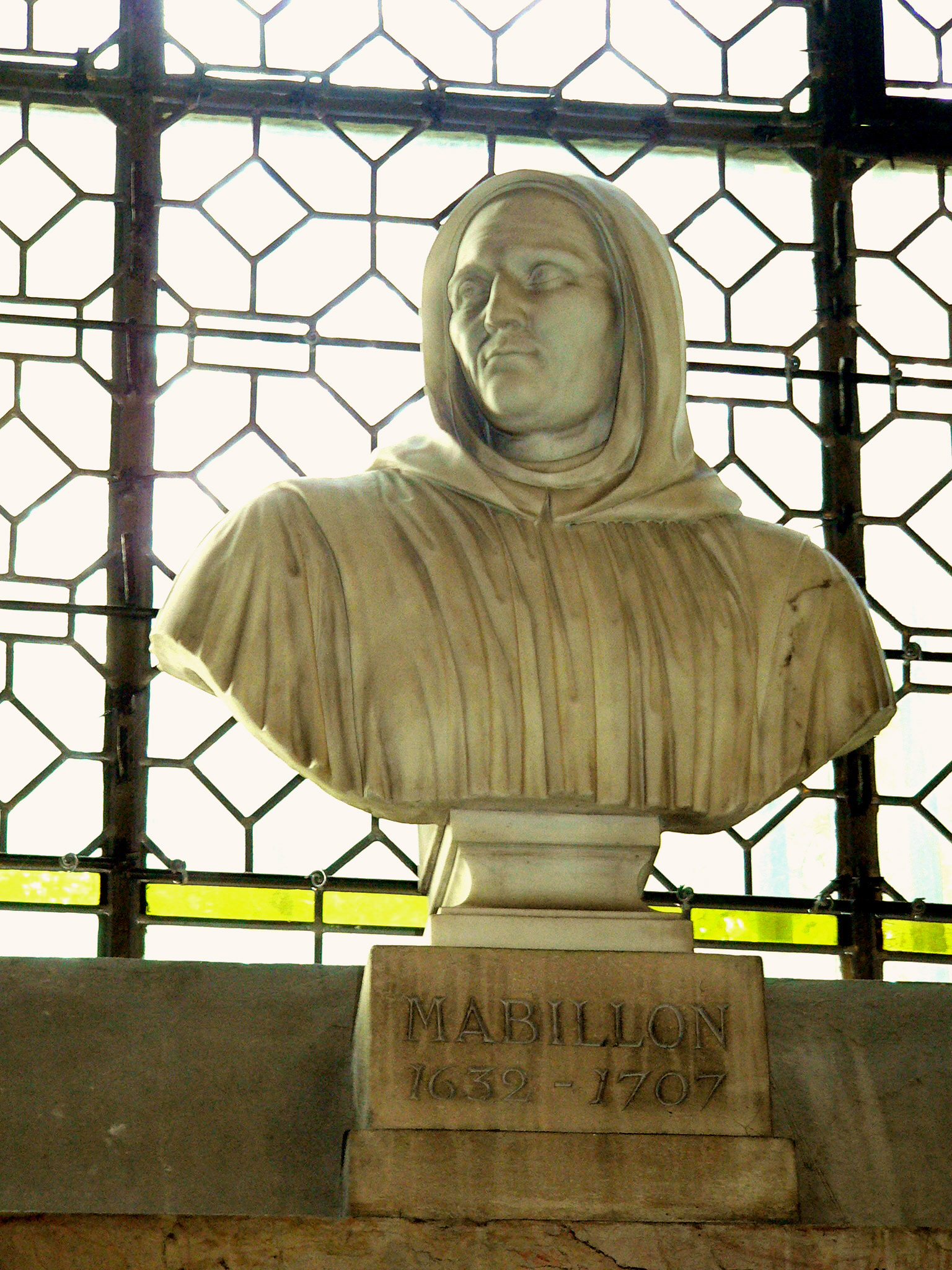
Büste Mabillons in der Kirche St. Germain-des-Prés

## Leben
Jean Mabillon wurde als Sohn des Bauern Estienne Mabillon († 1692) und dessen Ehefrau Jeanne, geb. Guérin, in einem Dorf in den Ardennen geboren. Sein Onkel Jean Mabillon, ein Gemeindepriester in Neuville-Day, erteilte dem 9-jährigen seinen ersten Unterricht. Im Alter von 12 Jahren trat er, finanziell unterstützt von seinem Onkel, in das Collège des Bons Enfants in Reims und 1650 in das Priesterseminar ein. Drei Jahre später verließ er das Seminar und wurde Mönch in der Maurinerabtei St. Remi. Ironischerweise wurden ihm zunächst wegen eines Kopfleidens intellektuelle Studien verboten. 1658 wurde Mabillon nach Corbie geschickt, wo er als Kellermeister arbeitete. 1660 erhielt er in der Kathedrale von Amiens die Priesterweihe. 1663 kam er als Klosterschatzmeister in die Abtei Saint-Denis und ein Jahr später in die Abtei Saint-Germain-des-Prés in Paris, wo er sich bis zu seinem Lebensende aufhielt.
In Saint-Germain-des-Prés wurde er 1664 Assistent des Bibliothekars Luc d’Achery, womit seine Gelehrtenlaufbahn ihren Anfang nahm. In der Folgezeit kam Mabillon mit zahlreichen Gelehrten in Kontakt, so Charles du Fresne, sieur du Cange, Étienne Baluze und Louis-Sébastien Le Nain de Tillemont.
In diesem Umfeld widmete sich Mabillon ganz der Herausgebertätigkeit. 1667 erschien seine Edition der Werke des Bernhard von Clairvaux und 1668 die Viten der Heiligen des Benediktinerordens (Acta sanctorum ordinis Sancti Benedicti 500–1100, 9 Bde., 1668–1701). 1681 erschien die erste Auflage der De re diplomatica libri sex, in denen Mabillon antike und mittelalterliche Schriften und Urkunden erstmals wissenschaftlich beschrieb und klassifizierte. Dieses Werk gilt als Begründung der Paläografie und der Diplomatik. Es erbrachte ihm die Aufmerksamkeit Jean-Baptiste Colberts und Ludwig XIV. Die Pension, die Colbert ihm anbot, lehnte Mabillon ab. Er reiste durch Europa, nach Burgund (1682), in die Schweiz und nach Deutschland (1683) sowie nach Italien (1685), um in Archiven zu forschen und mittelalterliche Handschriften für die königliche Bibliothek, die heutige Bibliothèque nationale de France in Paris, zu erwerben.

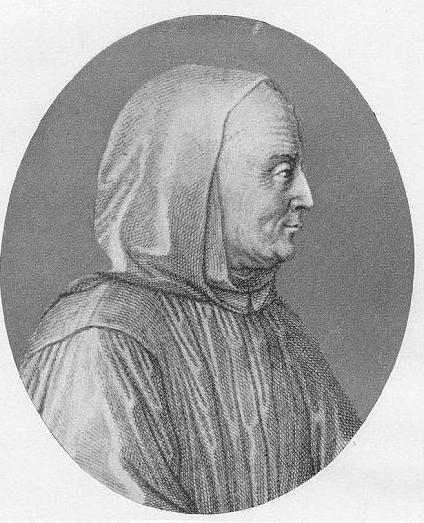
Jean Mabillon

Diesen ganz der historischen Forschung gewidmeten Lebensstil kritisierte Armand Jean Le Bouthillier de Rancé, Abt der Reformabtei La Trappe. Er beschuldigte Mabillon, entgegen der Tradition des benediktinischen Mönchtums geistige statt körperliche Arbeit zu leisten. Ihm antwortete Mabillon 1691 mit dem Traité des études monastiques, dass Wissenschaft und Forschung durchaus dem monastischen Lebensideal untergeordnet, aber sehr wohl notwendig seien.
Auch Mabillons unter dem Pseudonym Eusebius Romanus vorgetragene Kritik an der Verehrung von Reliquien „unbekannter Heiliger“ in den Katakomben von Rom und sein kontroverser Kommentar zu den Werken des Augustinus verursachten Klagen, die in dem Vorwurf des Jansenismus gipfelten. Kirche und König deckten den Gelehrten jedoch.
1701 wurde Mabillon zu einem der Gründungsmitglieder der Académie des inscriptions et belles-lettres ernannt. Von 1703 bis 1707 veröffentlichte er die ersten vier Bände der Annales ordinis Sancti Benedicti 480–1157 (Bd. 5 postum 1713, Bd. 6 von anderen Autoren 1739). 1704 erschien die zweite Auflage der De re diplomatica mit einem Ergänzungsband.
Mabillon starb 1707 im Alter von 75 Jahren und wurde in der Kirche von Saint-Germain-des-Prés in Paris beigesetzt, wo sein Grabmal heute noch zu finden ist.
Seinen Namen tragen in Paris die nahegelegene Rue Mabillon und seit 1925 die Métro-Station Mabillon. Ebenso trägt die historische Zeitschrift Revue Mabillon seinen Namen.

## Schriften

Annales Ordinis Sancti Benedicti, 1739

- Acta Sanctorum Ordinis Sancti Benedicti, tom. 1–6, Paris 1668–1733. Online
- De re diplomatica Libri VI, in quibus ad veterum intrumentorum antiquitatem, materiam, scripturam et stilum quidquid ad sigilla, monogrammata, subscriptiones ac notas chronologicas quidquid inde ad antiquariam, historicam, forensemque disciplinam pertinet pertinet, explicatur et illustratur. Acc(edit) Commentarius de antiquis Regum Francorum palatiis, veterum scripturarum varia specimina, tabulis LX comprehensa nova ducentorum, [et] amplius, monumentorum collectio. Ludovicus Billaine, Paris 1681 Digitalisat. (Editio Secunda ab ipso Auctore recognita, emendata & aucta. Charles Robustel, Jacques Vincent, Paris 1709 Digitalisat; Tertia atque nova editio. Dissertationibus variorum locupletata, notisque illustrata a Johanne Adimari. Vincentinus Ursinus, Neapel 1789.)
- mit Michel Germain: Museum Italicum seu collectio veterum scriptorum ex bibliothecis Italicis . 2 Bände, apud viduam Edmundi Martini, Johannem Boudot, et Stephanum Martini, Paris 1687/89.
  - Museum Italicum seu collectio veterum scriptorum ex bibliothecis Italicis [...]. Tomus I in duas partes distinctus [...]. apud viduam Edmundi Martini [...], Paris 1687; Digitalisat.
  - Musei italici tomus II complectens antiquos libros rituales sanctae Romanae Ecclesiae com commentario praevio in ordinem Romanum. apud viduam Edmundi Martini [...], Paris 1689; Digitalisat.
- Traité des Études Monastiques: Divisé En Trois Parties. Avec Une Liste Des Principales difficultez qui se recontrent en chaque siecle dans la lecture des Origineaux, & un Catalogue de Livres choisis pour composer une Bibliotheque Ecclesiastique. Charles Robustel, Luteciae Parisiorum (=Paris) 1691.
- Eusebii Romani Ad Theophilum Gallum Epistola De Cultu Sanctorum ignotorum. Petrus De Bats, Imbertus des Bats, Paris 1698.
- Oeuvres choisies. Ed. Robert Laffont, Paris 2007. (Neuauflage der Werkausgabe von 1953, ergänzt)
- Über das Studium der Mönche (Traité des études monastiques). Hrsg. von Cyrill Schäfer. EOS, St. Ottilien 2008, ISBN 978-3-8306-7315-6.